# Da-du-đà-la
Da-du-đà-la (tiếng Phạn: Yaśodharā, tiếng Pali: Yasodharā, chữ Hán: 耶輸陀羅) được kinh điển Phật giáo ghi nhận là vợ của Tất-đạt-đa Cồ-đàm, người sau này trở thành Phật và khai sinh ra Phật giáo . Yasodharā về sau cũng xuất gia thành Tì-khâu-ni và đắc quả A-la-hán. Tính theo năm sinh của Đức Phật,Yasodharā sinh vào năm 624 TCN (bà sinh cùng năm với Phật) và nhập niết bàn vào năm 545 TCN (trước Phật 1 năm).

## Xuất thân
Yasodharā là con của vua Suppabuddha (Thiện Giác) thủ lĩnh thị tộc Koliya và hoàng hậu Pamita, người thị tộc Shakya, em gái vua Suddhodana (vua Tịnh Phạn, thân phụ của thái tử Tất-đạt-đa). Koliya và Shakya là 2 thị tộc lớn của bộ tộc Ādicca hay Ikśvāku, do đó chỉ có người trong 2 thị tộc này mới có thể môn đăng hộ đối với nhau.
Yasodharā kết hôn với thái tử Tất Đạt Đa khi cả hai đều ở tuổi 16. Năm 29 tuổi, bà sinh đứa con duy nhất là La-hầu-la (năm 608 TCN). Vào ngày bà lâm bồn, thái tử Tất-đạt-đa rời bỏ cung điện để tầm đạo giải thoát. Yasodharā đã vượt qua đau buồn. Nghe tin chồng sống một cuộc đời tu sĩ, bà cũng nguyện theo chồng bằng cách cởi bỏ đồ trang sức, đắp y vàng và chỉ ăn một bữa mỗi ngày. Mặc dù thân quyến luôn muốn bảo bọc nhưng bà từ chối. Một số hoàng thân quý tộc muốn đến hỏi nhưng bà cũng đều từ chối. Trong suốt sáu năm xa chồng, Yasodharā luôn theo dõi và nắm rõ tin tức của Tất-đạt-đa.
Ngày Đức Phật trở về quê nhà ở Kapilavatthu (Ca Tỳ La Vệ) sau khi chứng ngộ, đức vua Suddhodana (Tịnh Phạn) mời ngài về cung điện thọ trai và tất cả mọi người đều ra đảnh lễ nhưng Yasodhara thì không. Bà nghĩ rằng: "Nếu vạn nhất ta còn giữ được trong sạch một đức hạnh nào, thì chính Đức Thế Tôn sẽ quang lâm đến đây. Chừng ấy ta sẽ đảnh lễ Ngài". Sau khi dùng bữa xong, Đức Phật đến gặp Yasodhara như bà mong ước. Tại đây, Đức Phật tỏ lòng ngưỡng mộ sự hi sinh và chung thủy của bà, đã ủng hộ ngài không chỉ trong kiếp này mà cả trong vô số tiền kiếp. Và để an ủi bà, đức Phật thuật câu chuyện Chandrakinnara Jathakaya, nhắc lại mối liên hệ khăng khít giữa ngài và Yasodhara trong những tiền kiếp quá khứ.
Sau khi La-hầu-la (Rāhula) xuất gia, Yasodhara cũng gia nhập Tăng Ni đoàn, và đắc quả A-la-hán. Bà là một trong 500 phụ nữ cùng thọ giới Tỷ-khâu-ni theo bà Ma-ha-ba-xà-bà-đề (Mahapajapati Gotami). Bà Yasodhara nhập Niết-bàn năm 79 tuổi, 1 năm trước khi đức Phật nhập Niết-bàn.

## Trong kinh Phật
Trong kinh Bản Sinh kể về các tiền kiếp của đức Phật, cách đây 4 A-tăng-kỳ và 100.000 đại kiếp trái đất, tiền kiếp lúc đó của đức Phật là tu sĩ khổ hạnh Thiện Huệ (Sumedha).
Khi tu sĩ Thiện Huệ đang chờ Phật Nhiên Đăng (Dipankara) tại thành Paduma, chàng cố tìm mua hoa để kính lễ Phật, nhưng tất cả các hoa đã được nhà vua mua hết. Sumedha chợt thấy một cô gái tên là Sumidha (Trụ-điền) cầm tám hoa sen trong tay. Sumedha đề nghị với cô để mua một bông hoa, nhưng cô đã nhận thấy sự phi thường của người đàn ông này, nên đã đưa cho chàng năm đóa sen. Thiện Huệ chí thành tung năm hoa sen của mình lên không trung để cúng dường Phật, phát nguyện sẽ cố gắng tu tập trong muôn kiếp cho đến khi được hoàn toàn giác ngộ như Phật. Trụ-điền cũng trao cho chàng 2 bông hoa sen nhờ dâng cúng, với tâm nguyện rằng đời đời kiếp kiếp luân hồi về sau sẽ luôn là vợ của Thiện Huệ, trợ giúp chàng trong các kiếp luân hồi cho tới khi chàng thành Phật. Đức Phật Nhiên Đăng quán xét tương lai rồi hoan hỉ thọ ký rằng 2 người sẽ đạt tâm nguyện: sau 4 A tăng kỳ và 100.000 đại kiếp Trái Đất nữa, Thiện Huệ sẽ thành Phật hiệu là Thích-ca Mâu-ni (Sākyamuni), còn cô gái sẽ thường xuyên là vợ của chàng trong các kiếp luân hồi, cho tới khi chàng thành Phật.
Tu sĩ Thiện Huệ thời xa xưa đó chính là tiền kiếp của Phật Thích-ca Mâu-ni ngày nay, còn cô gái đó chính là tiền kiếp của công chúa Da-du-đà-la. Trong kinh Bản Sinh có kể lại hàng trăm tiền kiếp khác nhau mà 2 người là vợ chồng.
Trong Đại thừa Diệu Pháp Liên Hoa kinh phẩm Trì, Phật Thích-ca Mâu-ni đã nói, ở đời sau trong pháp hội của trăm nghìn muôn ức đức Phật, Yasodhara sẽ được thành Phật.

## Danh xưng
Trong tiếng Phạn, Yasodhara có nghĩa là người mang hào quang. Bà cũng được gọi bằng nhiều tên khác như Yashodhara Theri (ni trưởng Yashodhara), Bimbadevi, Bhaddakaccana và Rahulamata (mẹ của La-hầu-la). Trong kinh điển Pali không nhắc đến tên Yasodharā, mà ghi tên bà là Bhaddakaccānā.

### Thuyết thần trí
Nhà thần trí học Subba Row cho rằng tên bà là viết tắt của một trong ba huyền năng (cf utpala-varna).

## Hình ảnh

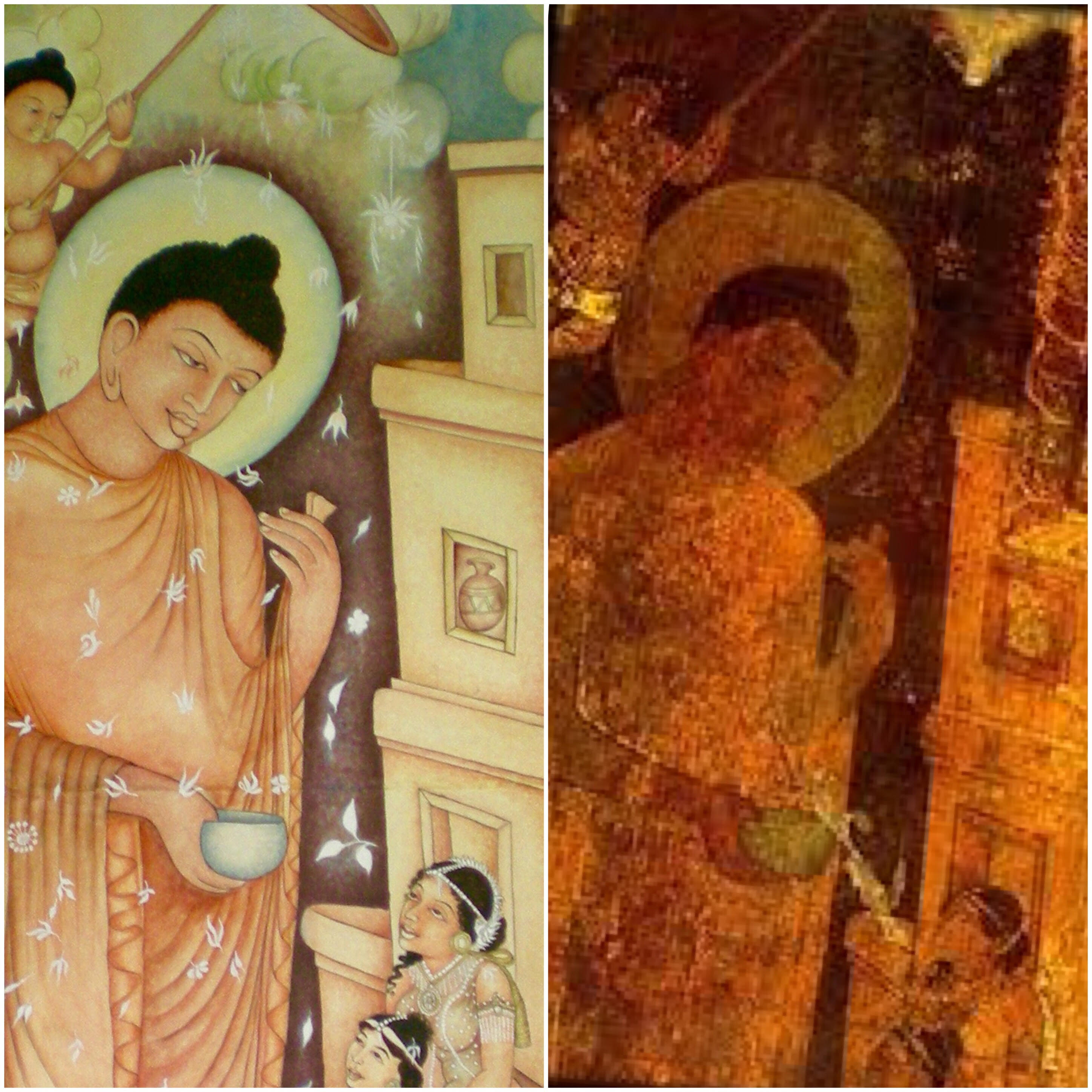
Bức bích hoạ Đức Phật với Da-du-đà-la và La-hầu-la (phía dưới bên trái) trong hang động Ajanta được phục dựng lại nguyên bản như 2000 năm trước. Các chi tiết đẹp của bức tranh có thể nhìn thấy.
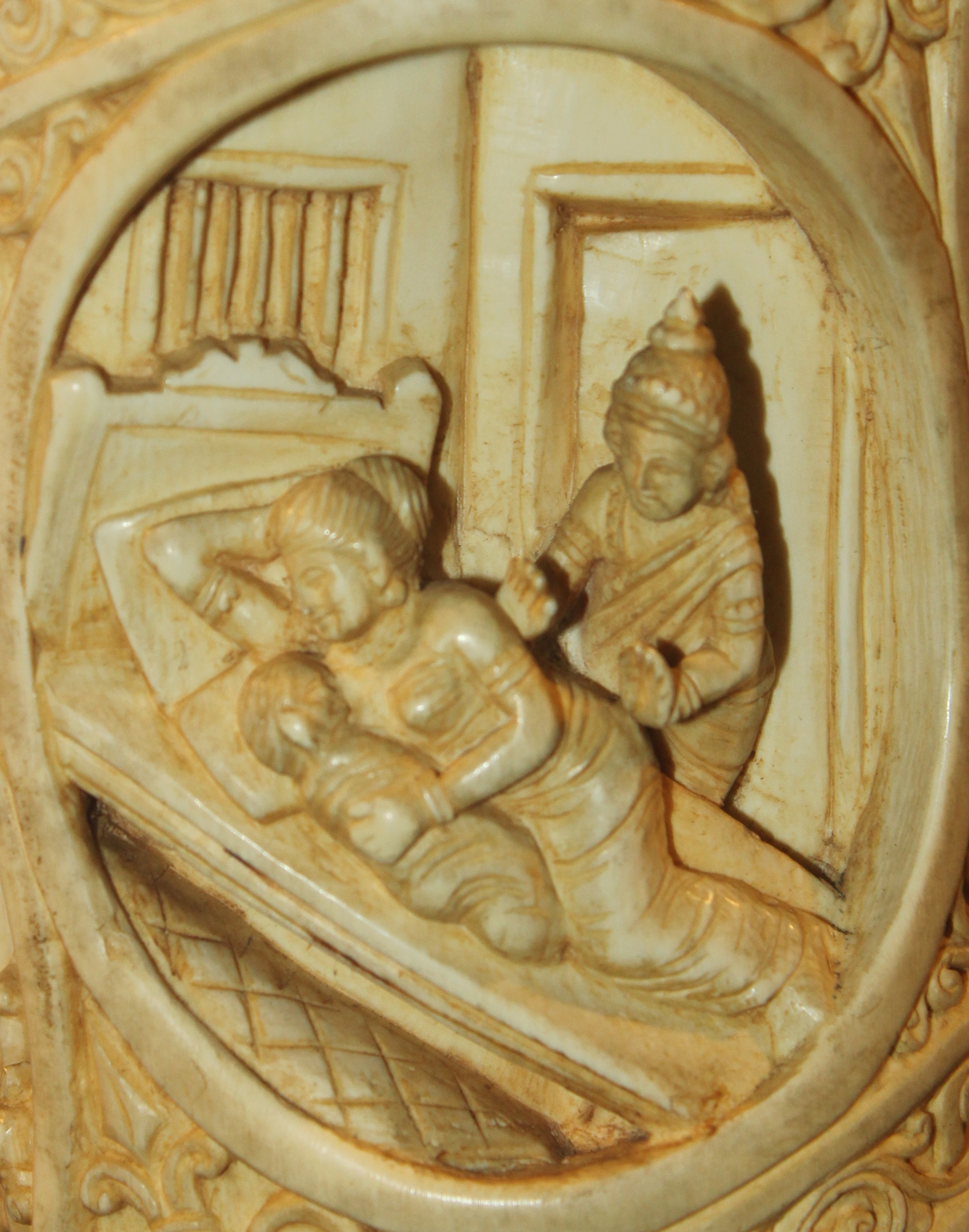
Tấm bia điêu khắc bằng ngà voi tái hiện cảnh Đức Phật từ biệt khi vợ là Da-du-đà-la và con trai La-hầu-la đang ngủ.
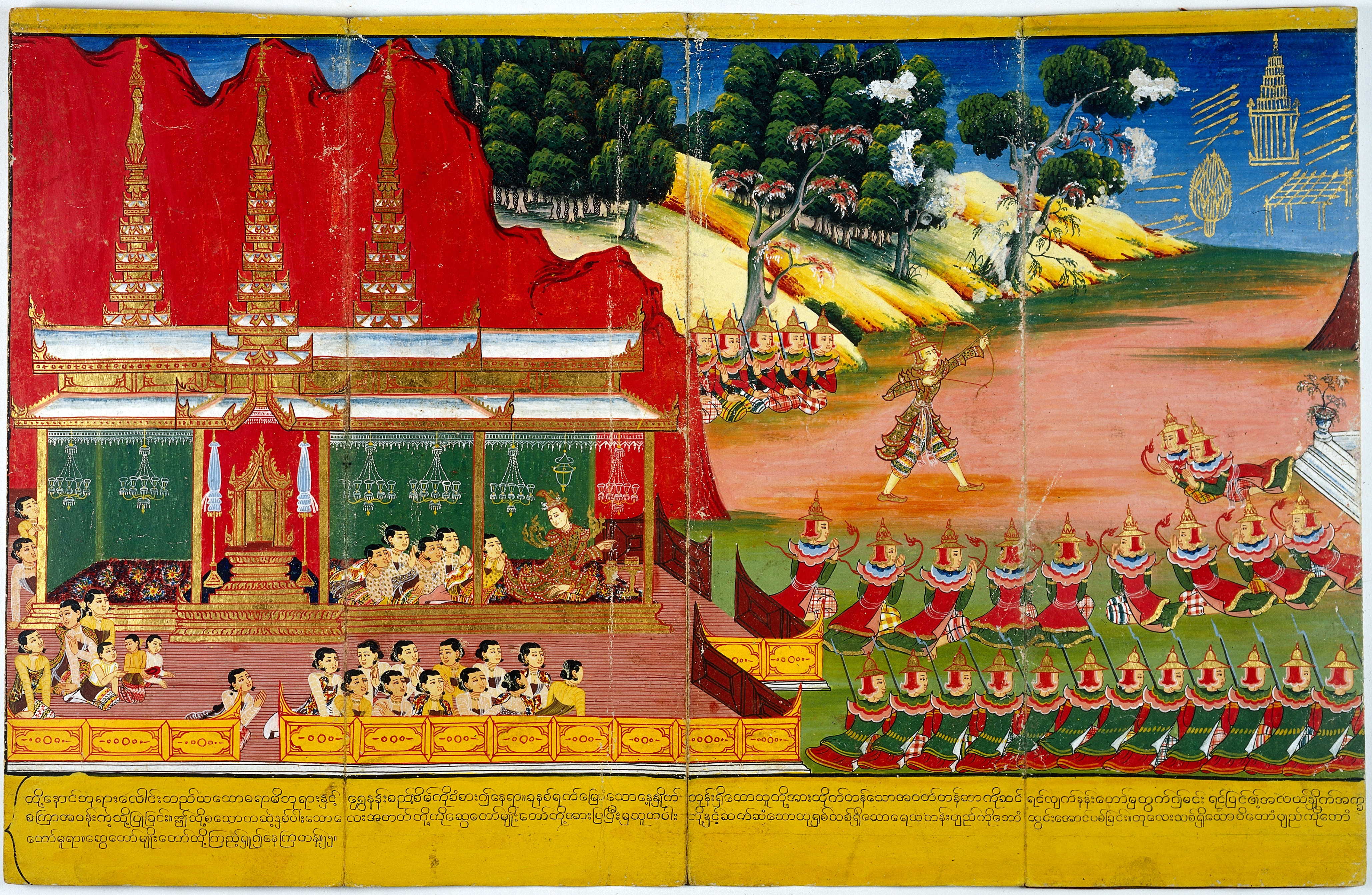
(Trái) Tranh vẽ Công chúa Da-du-đà-la chỉ vể hướng của Thái tử Siddhattha, Bodhisatta đang biểu diễn những màn bắn cung kỳ công. (Phải) Phần trình diễn kỹ năng bắn cung của Thái tử Siddhattha, cho thấy 3 (trên cùng bên phải) trong 12 thành tựu như trong Sarabhanga Jataka, một trong những câu chuyện về tiền kiếp của Đức Phật.